# Фабр д’Оливе, Антуан
Антуан Фабр д’Оливе (фр. Antoine Fabre d'Olivet, 8 декабря 1767 года, Ганж, Франция — 27 марта 1825 года, Париж) — французский драматург, учёный-эрудит и философ-мистик, писавший об изначальном сакральном языке всех народов («Восстановленный гебраический язык», 1815), о космогонии и полигенизме, происхождении человека на Земле из разных источников («Философическая история Человеческого рода», 1824).

## Биография
Из протестантской семьи. В период Революции принадлежал к якобинцам. С 1789 года писал для театра; как сообщалось в ЭСБЕ, в пьесах Фабра революционных лет «местами блещет неподдельный юмор, но в общем слишком много резонёрства».
С 1791 года отошёл от политики. Пытался открыть древнегреческую музыкальную систему, думал, что это ему удалось, и написал по своей системе ораторию (1804), публично исполненную; оказалось, что это не греческая система, а так называемый плагальный лад.
Интересовался теософией и оккультизмом. Изучая языки и космогонические системы народов древнего Востока, он приобрёл большую эрудицию, что отразилось в совершенно фантастических гипотезах в его книгах. Так, в повествовании Священного Писания он старается уловить особый символический смысл:
- Адам, по его мнению, — олицетворение человеческого рода,
- Ной — олицетворение всеобщего покоя.

И в алфавите он тоже ищет скрытые значения: А, например, является символом могущества, Т — символом природы, разделённой и делимой, и т. д. («La Langue hébraïque restituée», 1816).
Умер от апоплексического удара. Похоронен на кладбище Пер-Лашез.

## Творчество
Лучшие из его революционных пьес:
- «Génie de la nation» (1789),
- «Quatorze juillet» (1790),
- «Amphigouri» (1791),
- «Miroir de la vérité»

Он написал:
- «Guérison de Rodolphe Grivel» (1811);
- «La Langue hébraïque restituée» (1815) — известное как «Восстановленный гебраический язык», но ещё не переведённое на русский язык.
- «Histoire philosophique du genre humain» (1824), где предлагает сделать из Европы всеобщую теократию под главенством Папы. Полное название в русском переводе 2018 года: «Философическая история Человеческого рода или Человека, рассмотренная в социальном состоянии в своих политических и религиозных взаимоотношениях, во все эпохи и у разных народов земли»[3].
- «Toulon soumis» — опера, поставленная в 1794 году;
- «Sage de l’Indostan» — философская драма (1796);
- «Azalaïs» или «Gentil Aimar» (1800);
- «Lettres à Sophie sur l’histoire» (1801);
- «Troubadour», лангедокские песни XIII в. (1804).

Перевёл и сопроводил комментарием Золотые стихи Пифагора (Vers dorés de Pythagore, 1813). Полное название в русском переводе 2017 года: «Золотые стихи Пифагора, объяснённые и впервые переведённые в эвмолпических французских стихах, предваряемые рассуждением о сущности и форме поэзии у главных народов земли».